# Silvio Rodríguez con Diákara
Silvio Rodríguez con Diákara es el vigésimo álbum de estudio del cantautor cubano Silvio Rodríguez. Se grabó en 1991, mas no fue publicado hasta junio de 2021.

## Lista de canciones
1. Acerca de los padres
2. Variaciones sobre un viejo tema
3. Flores nocturnas
4. Emilia
5. Canción del pasado
6. Mira
7. El güije
8. El Necio
9. De la ausencia y de ti, Velia
10. Venga la esperanza

## Créditos
Músicos:
- Silvio Rodríguez: Autor de todas las canciones, guitarra española, voces y arreglos
- Oscarito Valdés (Jr): Batería, arreglos y director de Diákara
- Diego Valdés: Bajo eléctrico y arreglos
- Emilio Vega: Teclados y arreglos
- Roberto Vizcaíno: Percusión
- Ramón Valle: Piano
- Ahmed Barroso: Guitarra eléctrica y acústica
- Niurka González: Clarinetes en El Güije
- Alexander Abreu: Trompeta
- Roberto García: Trompeta
- Amaury Pérez: Trombón
- José Luis Hernández: Saxo tenor
- Jorge Rivero: Oboe en Variaciones sobre un viejo tema

Participación especial de Chucho Valdés: Piano y arreglo en Venga la Esperanza
Grabación y Producción: 
- Francisco Miranda (Polygram, Ciudad de México, 1991)
- Jerzy Belc (Egrem, La Habana, 1993) Olimpia Calderón (Ojalá, La Habana 2008-2021)
- Mezclas: Olimpia Calderón (Ojalá, La Habana, 2021)
- Masterización: Miguel Ángel Bárzagas (La Habana, 2021)
- Portada: Patricia Carrazana
- Maquetación: Mauricio Chávez